# Adisak Sosungnoen
Adisak Sosungnoen (thailändisch อดิศักดิ์ ซอสูงเนิน, * 13. März 1996 in Sikhio) ist ein thailändischer Fußballspieler.

## Karriere
Adisak Sosungnoen spielte bis Ende 2015 bei Ratchaburi Mitr Phol. Der Verein aus Ratchaburi, einer Stadt in der Provinz Ratchaburi, spielte in der höchsten Liga des Landes, der Thai Premier League. Hier absolvierte er ein Erstligaspiel. 2016 wechselte er nach Yasothon zum Yasothon FC. Der Verein spielte in der damaligen dritten Liga, der damaligen Regional League Division 2. Nach der Ligareform 2017 wurde der Verein der vierten Liga, der Thai League 4, zugeteilt. Hier spielte er in der North/East-Region. 2019 verließ er Yasothon und schloss sich dem Drittligisten Khon Kaen United FC an. Ende 2019 wurde er mit dem Klub aus Khon Kaen Meister der T3 und stieg in die zweite Liga auf. In der Saison 2020/21 wurde er mit Khon Kaen Tabellenvierter und qualifizierte sich für die Aufstiegsspiele zur ersten Liga. Hier konnte man sich im Endspiel gegen den Nakhon Pathom United FC durchsetzen und stieg somit in die zweite Liga auf. Für Khon Kaen bestritt er in der ersten Liga 23 Spiele. Im Mai 2022 unterschrieb er einen Vertrag beim ebenfalls in der ersten Liga spielenden BG Pathum United FC. Am 20. Mai 2023 stand BG o, Endspiel des Thai League Cup. Das Finale wurde gegen Buriram United mit 2:0 verloren. In der Saison 2022/23 bestritt er für BG acht Ligaspiele. Im Sommer 2023 wechselte er auf Leihbasis zum ebenfalls in der ersten Liga spielenden Police Tero FC. Für Police bestritt er neun Ligaspiele. Ende Dezember 2023 wechselte er ebenfalls auf Leihbasis zum Zweitligisten Chanthaburi FC. Für den Verein aus Chanthaburi bestritt er 13 Ligaspiele. Im Sommer 2024 wurde er vom Erstligisten Khon Kaen United FC ausgeliehen. Am Ende der Saison 2024/25 wurde er mit Khon Kaen Tabellenletzter und musste somit in die zweite Liga absteigen. Für Khon Kaen bestritt er zwölf Ligaspiele. Nach dem Abstieg wurde sein Leihvertrag nicht verlängert und er kehrte zu BG zurück.

## Erfolge
Khon Kaen United FC
- Thai League 3 – Upper: 2019  ▲

BG Pathum United FC
- Thailändischer Ligapokalfinalist: 2022/23